# Isabella von Österreich

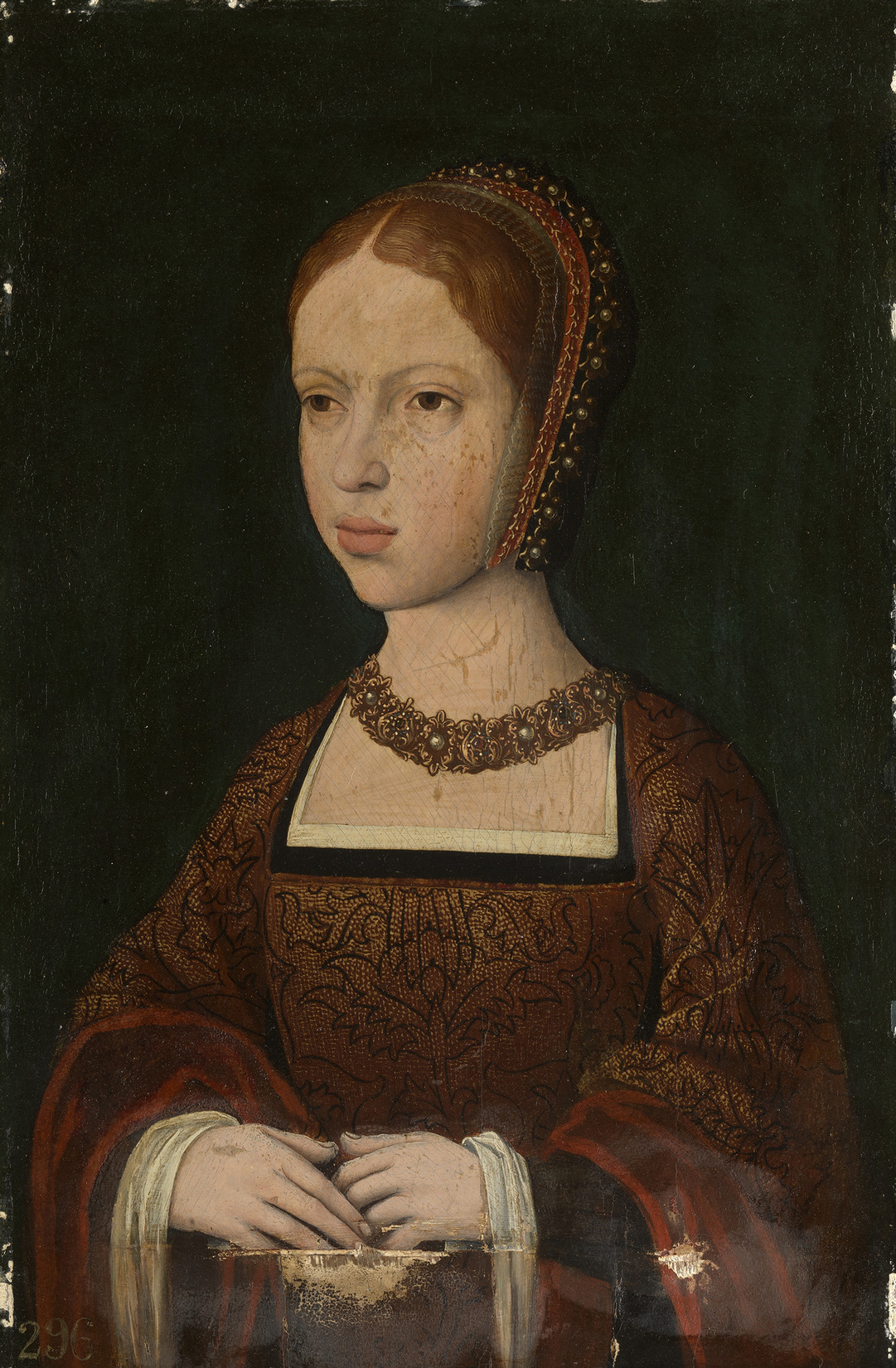
Isabella von Österreich, Königin von Dänemark

Isabella von Österreich (spanisch:  Isabel de Austria y Trastámara) (* 18. Juli 1501 in Brüssel; † 19. Jänner 1526 in Zwijnaarde bei Gent) war Infantin von Kastilien, Erzherzogin von Österreich und durch ihre Heirat mit Christian II. Königin von Dänemark, Schweden und Norwegen.

## Abstammung, Jugend und Heirat mit Christian II. von Dänemark

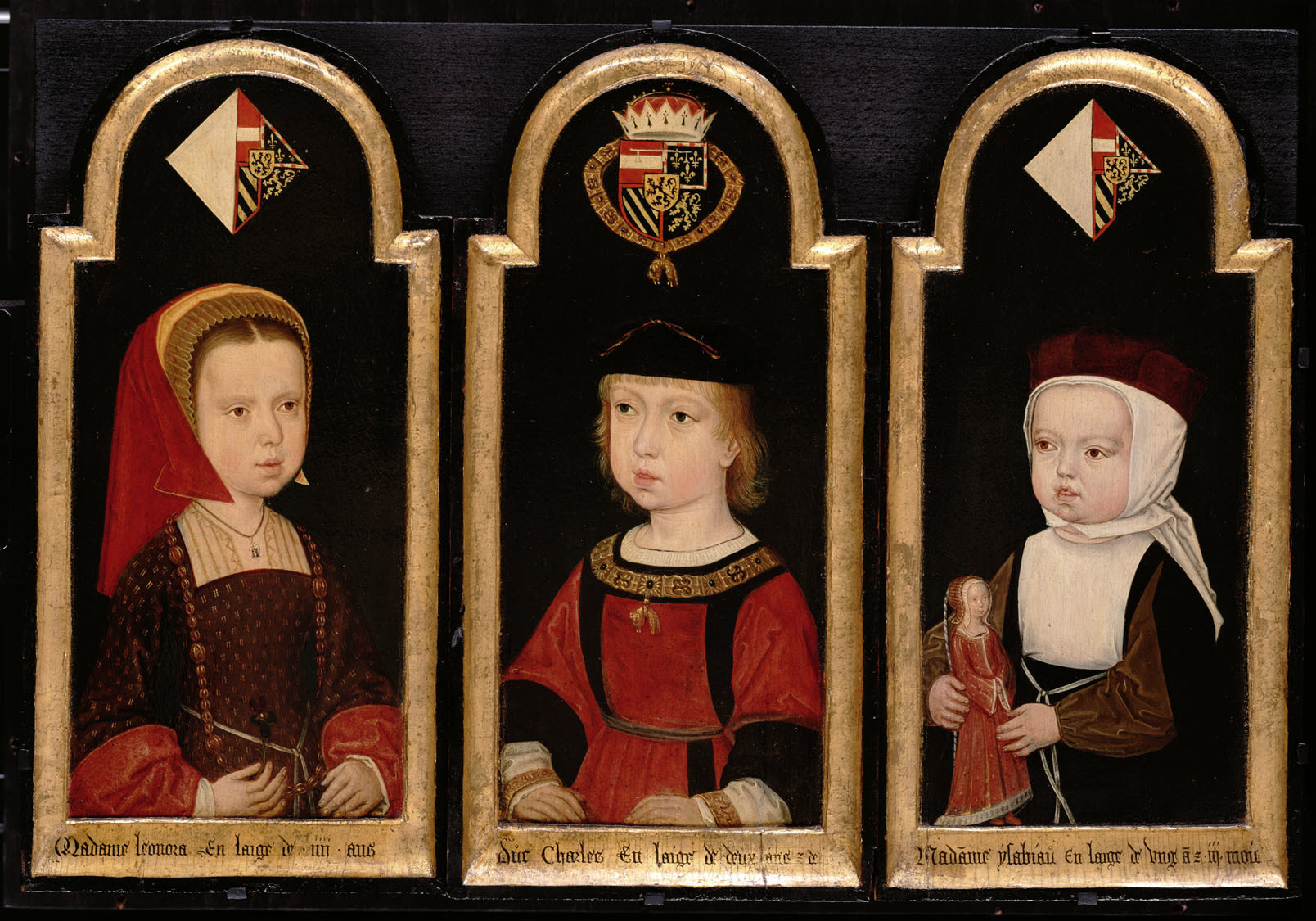
Isabella (rechts) als Zweijährige mit ihrem Bruder Karl und ihrer Schwester Eleonore.

Isabella war das dritte Kind von Philipp dem Schönen, Herzog von Burgund, aus dem Haus Habsburg, und von Johanna, genannt die Wahnsinnige, aus dem Haus Trastámara. Sie wurde in Brüssel durch den Bischof von Cambrai, Heinrich von Glymes und Berghes, getauft. Isabellas Brüder waren die nachmaligen römisch-deutschen Kaiser Karl V. und Ferdinand I., ihre Schwestern Eleonore, Maria und Katharina wurden allesamt ebenfalls Königinnen, in Portugal und Frankreich, in Böhmen und Ungarn und in Portugal respektive.
Nach dem  Tod ihrer Großmutter mütterlicherseits, Isabella von Kastilien († 26. November 1504), wurde ihre Mutter Johanna Königin von Kastilien. Nach dem frühen Tod Philipps des Schönen (25. September 1506) wuchs Isabella in den Niederlanden unter der Vormundschaft ihrer Tante, der Statthalterin Margarete auf, zu der sie eine starke emotionale Bindung entwickelte. Margarete engagierte als Isabellas Lehrer den nachmaligen Papst Hadrian VI.
1513 wurde der Oldenburger Christian II., auch Christiern genannt, König von Dänemark und Norwegen und ließ – nach vergeblicher Werbung um Isabellas ältere Schwester Eleonore – um die Hand Isabellas anhalten. Er erhoffte sich von dieser Eheverbindung u. a. eine mächtige politische Unterstützung, war doch Isabellas Großvater Kaiser Maximilian I. So wurde Isabella bereits als Dreizehnjährige am 11. Juni 1514 in Brüssel zunächst in einer Stellvertreterhochzeit mit dem 20 Jahre älteren Christian II. vermählt und verließ im Folgejahr die Niederlande. Fast hätte sie auf der Fahrt in ihre neue Heimat an der Küste Seelands durch einen Sturm Schiffbruch erlitten. Sie überstand jedoch dieses Unwetter und hielt am 10. August 1515 unter dem Jubel der Bevölkerung ihren feierlichen Einzug in Kopenhagen, wo sie zwei Tage darauf mit Christian II. in Person verheiratet wurde.

## Königin
Der dänische König zog seine holländische Geliebte Dyveke Sigbritsdatter seiner kultivierten und gebildeten Gattin vor und stand auch stark unter dem Einfluss der verwitweten Mutter seiner Mätresse, Sigbrit Villoms. Seine Geliebte wurde von Christian II. zu Isabellas Gesellschafterin ernannt. Isabella musste daher ein demütigendes Leben ertragen. Kaiser Maximilian entsandte 1516 den diplomatisch noch unerfahrenen Siegmund von Herberstein in der vergeblichen Bemühung nach Dänemark, Christian II. zur Heimschickung Dyvekes zu überreden. Auch der Erzbischof Erik Valkendorf drängte den dänischen Herrscher erfolglos zur Entfernung seiner Mätresse. Als diese 1517 – angeblich vergiftet – starb, übte deren Mutter Sigbrit Villoms weiterhin als Ratgeberin und Finanzexpertin des Königs beträchtliche Macht aus und übernahm die Erziehung von Isabellas Sohn Johann. Zur ersten Hofdame der Königin avancierte 1516 die auch politisch aktive dänische Adlige Anne Meinstrup.
Immerhin bewies Christian II. eine gewisse Aufmerksamkeit gegenüber seiner Gemahlin, indem er ihr zuliebe 1521 auf der nahe Kopenhagen gelegenen Insel Amager niederländische Kolonisten ansiedelte. Diese wurden vom König mit gewissen Privilegien wie dem Recht, ihre Magistrate selbst zu wählen, ausgestattet, behielten ihre heimatlichen Sitten und Rechtsgebräuche bei und lieferten für die Tafel der Königin, die sich gerne mit ihnen in ihrer Muttersprache unterhielt, diverse Gemüsesorten. Isabella vermittelte dem Kopenhagener Palast auch etwas von der Mode und dem Prunk des glänzenden burgundischen Hofes.
1520 eroberte Christian II. Schweden zurück, das sich nach seinem Regierungsantritt nicht seiner Herrschaft untergeordnet hatte. Nach seiner Krönung zum schwedischen König ordnete er das am 7./8. September 1520 durchgeführte Stockholmer Blutbad an, dem oppositionelle schwedische Hochadlige und Prälaten zum Opfer fielen. Dieses Ereignis trug ihm den Beinamen der Tyrann ein; er wurde deshalb auch als Nero des Nordens tituliert. Bald nach der Massenhinrichtung erfolgte die erfolgreiche Rebellion der Schweden unter Gustav I. Wasa. Isabella war ihrem Gatten nicht nach Schweden gefolgt, sondern fungierte während dessen dortigem Aufenthalt als Regentin Dänemarks.
Seit den frühen 1520er Jahren sympathisierte Christian II. mit den Lehren Martin Luthers, von denen Isabella aber anfangs nichts wissen wollte. Der frühabsolutistische Tendenzen zeigende Souverän schuf sich in Dänemark auch eine starke Opposition durch seine Versuche, den starken Einfluss des Adels und Klerus einzuschränken, während er die bürgerliche Schicht und die Bauern hinter sich hatte. Schließlich kam es gegen ihn zu einer Revolte des Adels, der ihn am 20. Januar 1523 absetzte. Die dänischen Aristokraten sahen Isabella weiterhin als legitime Königin an und erläuterten in ihrer Absetzungserklärung Christians II., dass sie wegen dessen herzlosem und untreuem Verhalten gegenüber seiner tugendhaften Gemahlin maßgeblich zu ihrem Vorgehen veranlasst worden seien. Isabella nahm jedoch die Möglichkeit einer Regentschaft für ihren unmündigen Sohn nicht wahr, sondern begleitete mit ihren drei noch lebenden Kindern Johann, Dorothea und Christina ihren Gemahl, als dieser am 14. April 1523 auf einer Flotte von 20 Schiffen mit seinen Schätzen und Sigbrit Villoms in die Niederlande flüchtete.

## Exil und Tod
In der Zeit ihres Exils vertrat Isabella gegenüber ihren Brüdern loyal die Bemühungen ihres Gatten zur Wiedereroberung seines Reichs, wo nun sein Onkel Friedrich I. herrschte. Das entthronte dänische Königspaar ließ sich zuerst in Mechelen nieder und unternahm eine vergebliche Reise nach England, um König Heinrich VIII. zur Unterstützung zu bewegen; später wurde dem Paar von der Statthalterin Margarethe die Stadt Lier als Aufenthaltsort angewiesen, der den Namen „Hof von Dänemark“ erhielt.
Isabella und ihr Gemahl reisten 1523/1524 durch Deutschland in der vergeblichen Hoffnung, bei Christians Schwager, dem Kurfürsten Joachim I. von Brandenburg, und beim Kurfürsten von Sachsen, Friedrich dem Weisen, Hilfe für die Rückkehr auf den dänischen Thron zu erhalten. Nun wandte sich auch Isabella den Lehren Luthers zu und besuchte diesen gemeinsam mit ihrem Ehemann in Wittenberg. 1524 zog sie auf einen Reichstag nach Nürnberg, wo ihr die erbetene finanzielle Unterstützung nicht gewährt wurde. Vielmehr rügte der Orator Karls V. sie heftig wegen ihrer Sympathie für Luthers religiöse Ansichten. Von Dänemark wurde ihr das Angebot einer Rückkehr angetragen, sie aber kehrte mit ihrem Ehemann nach Flandern zurück.
Im Frühling 1525 zog sich Isabella eine schwere Krankheit zu, die sich auch im Sommer nicht verbesserte, sondern stattdessen während einer herbstlichen Reise Isabellas mit ihrem Gatten aufgrund eines über das Paar hereingebrochenen Unwetters noch verschlimmerte. Sie wurde auf das Schloss von Zwijnaarde nahe Gent gebracht, wo sie am 19. Jänner 1526 im Alter von nur 24 Jahren in Gegenwart ihres Gatten, ihrer Kinder und mehrerer hochstehender Persönlichkeiten verstarb. In ihren letzten Stunden hatte ihr Thomas Blanckaert, apostolischer Notar und Pfarrer von Zwijnaarde, geistlichen Beistand geleistet. Blanckaert verfasste auch einen ausführlichen Bericht über ihre letzten Tage. Ein Brief, den Christian an Luther schrieb, beweist einerseits seine tiefe Trauer, andererseits Isabellas Einsatz für Protestanten, die von ihrer Tante Margarete, der Statthalterin der Niederlande, als Ketzer verfolgt wurden.
Isabellas Leichnam wurde im Kloster Sankt Peter in Gent beigesetzt und ihr  1532 verstorbener Sohn Johann zu ihr ins Grab gelegt. Dieses wurde 1578 von calvinistischen Bilderstürmern zerstört, 1652 erneuert und 1798 von den Sansculotten ein zweites Mal verwüstet. 1883 fand die Überführung von Isabellas sterblichen Überresten in die Sankt-Knuds-Kirche von Odense statt.

## Nachkommen
Aus der Ehe von Isabella und Christian II. gingen folgende Kinder hervor:
- Christian (* 1516; † als Kleinkind)
- Johann (1518–1532)
- Maximilian (* 1519; † als Kleinkind)
- Philipp (* 1519; † als Kleinkind)
- Dorothea (1520–1580) ⚭ 1535 Friedrich II. (1482–1556), Kurfürst von der Pfalz
- Christina (1521–1590)
  1. ⚭ 1533 Francesco II. Sforza (1495–1535), Herzog von Mailand
  2. ⚭ 1541 Franz I. (1517–1545), Herzog von Lothringen

## Vorfahren
|  |                                                        |  |  |  |  |  |  |  |  |  |  |  |  |
|  | Kaiser Friedrich III. (1415–1493)                      |  |  |  |  |  |  |  |  |  |  |  |  |
|  |                                                        |  |  |  |  |  |  |  |  |  |  |  |  |
|  |                                                        |  |  |  |  |  |  |  |  |  |  |  |  |
|  | Kaiser Maximilian I. (1459–1519)                       |  |  |  |  |  |  |  |  |  |  |  |  |
|  |                                                        |  |  |  |  |  |  |  |  |  |  |  |  |
|  |                                                        |  |  |  |  |  |  |  |  |  |  |  |  |
|  | Eleonore Helena von Portugal (1436–1467)               |  |  |  |  |  |  |  |  |  |  |  |  |
|  |                                                        |  |  |  |  |  |  |  |  |  |  |  |  |
|  |                                                        |  |  |  |  |  |  |  |  |  |  |  |  |
|  | Philipp I. von Kastilien (1478–1506)                   |  |  |  |  |  |  |  |  |  |  |  |  |
|  |                                                        |  |  |  |  |  |  |  |  |  |  |  |  |
|  |                                                        |  |  |  |  |  |  |  |  |  |  |  |  |
|  | Karl der Kühne (1433–1477)                             |  |  |  |  |  |  |  |  |  |  |  |  |
|  |                                                        |  |  |  |  |  |  |  |  |  |  |  |  |
|  |                                                        |  |  |  |  |  |  |  |  |  |  |  |  |
|  | Maria von Burgund (1457–1482)                          |  |  |  |  |  |  |  |  |  |  |  |  |
|  |                                                        |  |  |  |  |  |  |  |  |  |  |  |  |
|  |                                                        |  |  |  |  |  |  |  |  |  |  |  |  |
|  | Isabelle de Bourbon (1437–1465)                        |  |  |  |  |  |  |  |  |  |  |  |  |
|  |                                                        |  |  |  |  |  |  |  |  |  |  |  |  |
|  |                                                        |  |  |  |  |  |  |  |  |  |  |  |  |
|  | Isabella von Österreich (1501–1526)                    |  |  |  |  |  |  |  |  |  |  |  |  |
|  |                                                        |  |  |  |  |  |  |  |  |  |  |  |  |
|  |                                                        |  |  |  |  |  |  |  |  |  |  |  |  |
|  | Johann II. von Aragón (1397–1479)                      |  |  |  |  |  |  |  |  |  |  |  |  |
|  |                                                        |  |  |  |  |  |  |  |  |  |  |  |  |
|  |                                                        |  |  |  |  |  |  |  |  |  |  |  |  |
|  | Ferdinand II. von Aragón, der Katholische (1452–1516)  |  |  |  |  |  |  |  |  |  |  |  |  |
|  |                                                        |  |  |  |  |  |  |  |  |  |  |  |  |
|  |                                                        |  |  |  |  |  |  |  |  |  |  |  |  |
|  | Juana Enríquez (1425–1468)                             |  |  |  |  |  |  |  |  |  |  |  |  |
|  |                                                        |  |  |  |  |  |  |  |  |  |  |  |  |
|  |                                                        |  |  |  |  |  |  |  |  |  |  |  |  |
|  | Johanna von Kastilien (1479–1555)                      |  |  |  |  |  |  |  |  |  |  |  |  |
|  |                                                        |  |  |  |  |  |  |  |  |  |  |  |  |
|  |                                                        |  |  |  |  |  |  |  |  |  |  |  |  |
|  | Johann II. von Kastilien (1405–1454)                   |  |  |  |  |  |  |  |  |  |  |  |  |
|  |                                                        |  |  |  |  |  |  |  |  |  |  |  |  |
|  |                                                        |  |  |  |  |  |  |  |  |  |  |  |  |
|  | Isabella I. von Kastilien, die Katholische (1451–1504) |  |  |  |  |  |  |  |  |  |  |  |  |
|  |                                                        |  |  |  |  |  |  |  |  |  |  |  |  |
|  |                                                        |  |  |  |  |  |  |  |  |  |  |  |  |
|  | Isabella von Portugal (1428–1496)                      |  |  |  |  |  |  |  |  |  |  |  |  |
|  |                                                        |  |  |  |  |  |  |  |  |  |  |  |  |
|  |                                                        |  |  |  |  |  |  |  |  |  |  |  |  |